# 圆叶蒙桑
圆叶蒙桑（学名：Morus mongolica var. rotundifolia）为桑科桑屬下的一个变种。

## 扩展阅读
- 維基物種上的相關：圆叶蒙桑